# Franz Stolze
Franz Stolze (Berlin, 14. svibnja 1836. – Berlin, 13. siječnja 1910.), njemački izumitelj, fotograf, iranolog, stenograf i pisac.
Osim briljantne akademske karijere, Stolze je 1872. konstruirao prvu plinsku turbinu. Ova vrsta turbine neće u početku doživjeti veliki uspjeh, jer ta grana znanosti nije bila dovoljno razvijena, te zbog sporog napredovanja u razvoju aerodinamike i metalurgije u to vrijeme. Ipak, Stolzeova turbina poslužit će kao osnova za industrijski razvoj kasnijih plinskih turbina u Europi.
U 19. stoljeću Stolze putuje u Iran, gdje 1874. godine prvo posjećuje grad Isfahan u kojem teleskopima promatra planet Veneru. Nedugo poslije posjećuje antičke gradove Perzepolis i Firuzabad u provinciji Fars, gdje zajedno s Carl Friedrich Andreasom provodi ahreološka istraživanja. Andreas odlazi iz Irana 1880. godine, dok se Stolze zadržava još punih godinu dana.
Tijekom svojih putovanja, Stolze je proučavao lokalne jezike i narječja, o kojima je napisao nekoliko znanstvenih radova. Također, njegovi dokumenti o iranskoj infrastrukturi i trgovini pridonijeli su boljem poznavanju tog područja u kasnom 19. stoljeću.

## Vanjske poveznice
- Franz Stolze (Siemens-Ring.de)  Arhivirana inačica izvorne stranice od 7. rujna 2007. (Wayback Machine)
- Franz Stolze – izumitelj plinske turbine[neaktivna poveznica]